# 吕德旺圣米耶勒
吕德旺圣米耶勒（法語：Rupt-devant-Saint-Mihiel，法語發音：[ʁy dəvɑ̃ sɛ̃ mijɛl]，意为“圣米耶勒前方的吕”）是法国默兹省的一个市镇，属于科梅尔西区。

## 地理
吕德旺圣米耶勒（48°52'57"N, 5°24'19"E）面积6.32 平方千米，位于法国大東部大區默兹省，该省份为法国西北部内陆省份，北与比利时接壤，西接马恩省和阿登省，南至上马恩省和孚日省，东临默尔特-摩泽尔省。
与吕德旺圣米耶勒接壤的市镇（或旧市镇、城区）包括：弗雷讷欧蒙、大克尔、小克尔、艾尔河畔尼塞、维尔德旺贝尔兰、艾尔河畔维洛特。

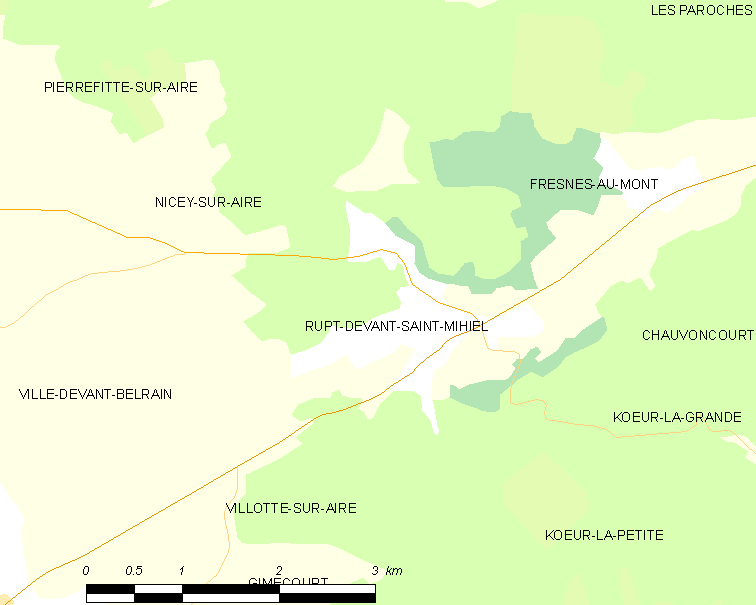
吕德旺圣米耶勒的OSM定位图

吕德旺圣米耶勒的时区为UTC+01:00、UTC+02:00（夏令时）。

## 行政
吕德旺圣米耶勒的邮政编码为55260，INSEE市镇编码为55448。

## 政治
吕德旺圣米耶勒所属的省级选区为默兹河畔迪约县。

## 人口

1962-2008年间吕德旺圣米耶勒人口变化图示

吕德旺圣米耶勒于2022年1月1日时的人口数量为40人。